# Marcel Maas
Pour l’article homonyme, voir Maas.
Marcel Jean Adrien Maas, né le 7 mai 1897 à Clermont-Ferrand (France) et mort le 11 juin 1950 à Rhode-Saint-Genèse (Belgique), est un pianiste et professeur de piano belge. 

## Éléments biographiques

### Premières années
Marcel Maas naît le 7 mai 1897 à Clermont-Ferrand, en France, où son père, Jean Maas, une basse d'opéra hollandaise à succès, est alors basé. Sa mère est quant à elle professeur de piano. La famille, résidant officiellement en Belgique mais installée temporairement en France au vu du poste de Jean Maas à l'Opéra de Clermont-Ferrand, s'établit sur le territoire belge après la naissance de Marcel. En 1901 naît son frère Robert Maas, qui sera un grand violoncelliste. Vivant en Belgique, Marcel prend finalement la nationalité belge. 

### Études musicales
De 1907 à 1915, Marcel Maas est inscrit à différents cours du Conservatoire de Bruxelles et étudie avec Arthur De Greef. En 1914, il obtient le premier prix de piano avec la plus grande distinction.

### Vie privée
Le 21 décembre 1918, Marcel Maas épouse Jeanne Victorine Alice Mertens.
En 1941, Marcel achète les bâtiments de la ferme Hof te Kreftenbroek à Rhode-Saint-Genèse et y aménage une petite grange en salle de concert afin d'y donner des concerts.

## Carrière
À l'instar de son frère Robert, Marcel Maas est rapidement considéré comme un musicien de talent. En effet, en 1915, un article le décrit déjà comme « un brillant pianiste ». Dès avril 1914, il donne un récital de piano à Uccle. Entre 1914 et sa mort, il se produit en Belgique, dans toute l'Europe et aux États-Unis (à partir de la fin des années 1930, notamment au Mills College en Californie).  
Son répertoire s'étend de Bach et Mozart à Beethoven, Liszt, Franck, Debussy et Ravel.  
Se produisant souvent en tant que soliste dans des concerts symphoniques, Marcel Maas appréciait cependant davantage les récitals et la musique de chambre. Dans ce cadre, il jouait seul ou accompagné de musiciens comme le violoniste Alfred Dubois, son frère Robert Maas ou encore en se joignant à des ensembles de musique de chambre comme le Quatuor Pro Arte, dont était membre son frère. 
En 1933, il remplace Arthur De Greef et devient professeur au Conservatoire royal de Bruxelles. Parmi ses élèves figurent entre autres Claude Coppens, Jacqueline Fontyn, Marcel Quinet et Sonia Anschütz. En 1938, il est membre du jury du Concours international Eugène Ysaÿe (devenu depuis Concours musical international reine Élisabeth). En 1947, Marcel Maas donne une classe de maître à Seattle. 
En avril 1950, deux mois avant sa mort, il est en concert au Congo.